# Олив, Сергей Васильевич
Сергей Васильевич (Вильгельмович) Олив (26 октября (7 ноября) 1844 — 28 января (10 февраля) 1909) — генерал от кавалерии, главноуправляющий Ведомством учреждений императрицы Марии в 1906—1909 годах, почётный опекун, член Государственного совета.

## Биография
Православный. Из дворян Таврической губернии. Сын губернского предводителя дворянства Вильгельма Николаевича Олива и его жены Софьи Сергеевны Щербининой (1806—1883). Крупный землевладелец Феодосийского уезда (2100 десятин при д. Кошкуй и 2150 десятин при д. Доранар), в совместном владении с братом — 1500 десятин при д. Сеит-Эли, у жены — 1800 десятин при селе Алексеевском Малоархангельского уезда Орловской губернии.
По окончании Николаевского училища гвардейских юнкеров в 1864 году выпущен был корнетом в лейб-гвардии Гусарский Его Величества полк.
Чины: поручик (1864), штабс-ротмистр (1867), ротмистр (1870), полковник (1874), генерал-майор (за отличие, 1884), генерал-лейтенант (за отличие, 1900), генерал от кавалерии (1907).
В 1871 году был назначен командиром эскадрона Гусарского полка, в 1875 году назначен командиром 1-го дивизиона того же полка и пожалован во флигель-адъютанты. Состоял председателем полкового суда в 1877—1878 годах. Участвовал в Русско-турецкой войне 1877—1878 годов, в том числе в сражениях при Горном Дубняке и Телише. За боевые отличия был награждён орденом св. Владимира 4-й степени с мечами и бантом, а также Золотым оружием. 29 мая 1878 года был назначен командиром 8-го драгунского Астраханского полка и состоял в этой должности до 6 мая 1884 года, когда вышел в запас.
18 июня 1890 года вернулся на службу в чине генерал-майора и был назначен херсонским губернатором. 30 ноября 1893 года назначен помощником начальника Главного управления уделов, в каковой должности пробыл до 6 апреля 1900 года, когда назначен был почётным опекуном по Санкт-Петербургскому присутствию. 17 марта 1903 года назначен товарищем главноуправляющего, а 2 апреля 1906 года — главноуправляющим Собственной Е. И. В. канцелярией по учреждениям императрицы Марии.
Кроме того, состоял почётным мировым судьей по Малоархангельскому уезду (1889—1892), членом советов Воспитательного общества благородных девиц и Александровского института (1902—1907), а также управляющим Петербургским клиническим повивально-гинекологическим институтом для бедных. В 1905 году был членом Особого совещания для пересмотра учреждения Правительствующего сената и выработки в связи с преобразованием Сената законоположений о местных административных судах.
1 января 1909 года назначен членом Государственного совета. Умер 28 января 1909 года в Санкт-Петербурге. Похоронен на Большеохтинском кладбище.

## Семья
С 1876 года был женат на Марии Александровне, урождённой Колеминой (1850—1938, Ницца). Их дети:
- Михаил (1881—1956), офицер Кавалергардского полка, коллекционер. Был женат на дочери промышленника П. А. Харитоненко, Елене Павловне (1879—1948), в первом браке — Урусовой.
- Владимир (1884—?), воспитанник Александровского лицея (1909). Камер-юнкер, последний предводитель дворянства Малоархангельского уезда[3]. До революции проживал в своём имении при селе Алексеевка, затем эмигрировал в США. Имел двух дочерей.
- Елизавета (1880—1937), родилась в д. Джапар-Кошкуй Феодосийского уезда. Получила домашнее воспитание. С 1905 года — фрейлина великой княгини Марии Павловны.Была замужем за сыном З. Н. Мухортова, Захарием. С 1914 года работала в Красном Кресте. После 1917 года неоднократно арестовывалась за «антисоветскую деятельность», в 1937 году в очередной раз арестована и 7 декабря 1937 года приговорена к ВМН, 21 декабря расстреляна[4].
- Марина (1888—?)
- София (23.3.1889[5] — 5.5.1975, Франция), замужем за князем А. Б. Куракиным.

## Награды
- Орден Святой Анны 3-й степени (30.08.1870)
- Орден Святого Станислава 2-й степени (30.08.1872)
- Орден Святой Анны 2-й степени (30.08.1874)
- Орден Святого Владимира 4-й степени с мечами и бантом (17.01.1878)
- Золотая сабля с надписью «За храбрость» (25.01.1879)
- Орден Святого Владимира 3-й степени (30.08.1882)
- Орден Святого Станислава 1-й степени (21.04.1891)
- Высочайшее благоволение (30.07.1891)
- Орден Святой Анны 1-й степени (02.04.1895)
- Орден Святого Владимира 2-й степени (14.05.1896)
- Орден Белого орла (28.03.1904)
- Орден Святого Александра Невского (ВП 01.01.1909)
- светло-бронзовая медаль в память войны 1877-1878 гг. (30.06.1878)

Иностранные:
- прусский орден Красного орла 3-й степени (1873)
- австрийский орден Железной короны 3-й степени (1874)
- румынский Крест «За переход через Дунай» (19.02.1880)
- греческий орден Спасителя, командорский крест (05.10.1896)